# Davorin Jenko
Davorin Jenko (né le 9 novembre 1835 à Dvorje et mort le 25 novembre 1914 à Laibach) est un compositeur et chef d'orchestre autrichien.
La première période de son œuvre appartient au « romantisme slovène ».
Après avoir composé en 1860 Naprej zastava slave ("En avant, drapeau de la gloire",  paroles de son cousin Simon Jenko), qui fut jusqu'en 1989 l'hymne national de la Slovénie avant de devenir celui de son armée, il a composé en 1872 Bože Pravde ("Dieu de justice"), depuis 2003 l'hymne national de la Serbie sur des paroles de Jovan Đorđević.
Il a aussi mis en musique la première opérette de Serbie, Vračara (Врачара)  -- "La sorcière", en slovène Čarovnica, ou Baba Hrka (Баба Хрка), de Matei Millo (1882). 

## Sa vie
Né dans le village de Dvorje près de Cerklje  en Carniole, dans l'empire d'Autriche, il avait fait ses études secondaires à Trieste.
Puis il partit pour Vienne pour étudier le droit. 
Là, sous l'égide de l'homme politique national-libéral Valentin Zarnik, il fonda une Association des Choristes slovènes (Slovensko pevsko društvo). 
En 1862, il s'installa à Pančevo en face de Belgrade, sur la rive nord du Danube au sud de la Voïvodine, comme professeur de musique et Chef du Chœur de l'église orthodoxe serbe locale fondé en 1838 et de l'Association des Choristes de Belgrade (Beogradsko pevačko društvo ou Београдско певачко друштво) fondée le 14 janvier 1853. 
Puis il traversa le Danube, pour s'installer à Belgrade, comme compositeur au service du Théâtre national de Belgrade (Srpsko narodno pozorište ou Српско народно позориште). 
Il demeura à Belgrade jusqu'en 1897, date à laquelle il s'installa à Ljubljana, dans sa Carniole natale. 
C'est là qu'il est mort, et qu'il est enterré au cimetière de Žale, dans le quartier de Bežigrad.

## Son œuvre
Davorin Jenko a donc composé aussi bien pour des textes en serbe qu'en slovène. 
C'est à Vienne qu'il a composé la plupart de ses œuvres slovènes,  dont Naprej zastava slave et autres chansons patriotiques, notamment sur des poèmes de France Prešeren. 
Il a écrit plus de 80 œuvres de scène, dont 
- Đido (Ђидо),
- Seoska lola (Сеоска лола, "L'enfant terrible du village"),
- Potera (Потера, "La Poursuite"),
- Vračara (Врачара, "La Sorcière" ; l'histoire est la même que celle de Baba Hârca, la première opérette de Roumanie en 1848, mais l'intrigue est transposée  dans les confins valaques de la Serbie),
- Pribislav i Božana (Прибислав и Божана, "Pribislav et Božana"),
- Markova sablja (Маркова сабља, "Le Sabre de Marko", dont Bože Pravde est le chœur final),

et plusieurs ouvertures pour concert :
- Kosovo (Косово),
- Milan (Милан),
- Srpkinja (Српкиња, "La Serbe") et
- Aleksandar (Александар, "Alexandre").